# Subjektivnost
Subjektivnost pomeni vrednotiti glede na duhovno stanje, vedenje, doživljanje, čutenje,...
Subjektiveno opiše vse tisto kar nas določa na nematerialnem nivoju, tako je subjektivno vsako doživljanje, mnenje, razmišljanje, ne glede na to da se lahko ujemamo z večino.
Nasprotje subjektivnosti je objektivnost.

## Primeri:
Primer subjektivnega mnenja je
"Noč je črna."
Subjektiven je tudi ta članek, čeprav se trudi biti objektiven.